# Wroot
Wroot är en ort och civil parish i Storbritannien.   Den ligger i kommunen North Lincolnshire och riksdelen England, i den sydöstra delen av landet, 230 km norr om huvudstaden London. Wroot ligger 6 meter över havet och antalet invånare är 446.
Terrängen runt Wroot är mycket platt. Runt Wroot är det ganska tätbefolkat, med 172 invånare per kvadratkilometer. Närmaste större samhälle är Scunthorpe, 19,1 km öster om Wroot. Trakten runt Wroot består till största delen av jordbruksmark.